# Powhatan

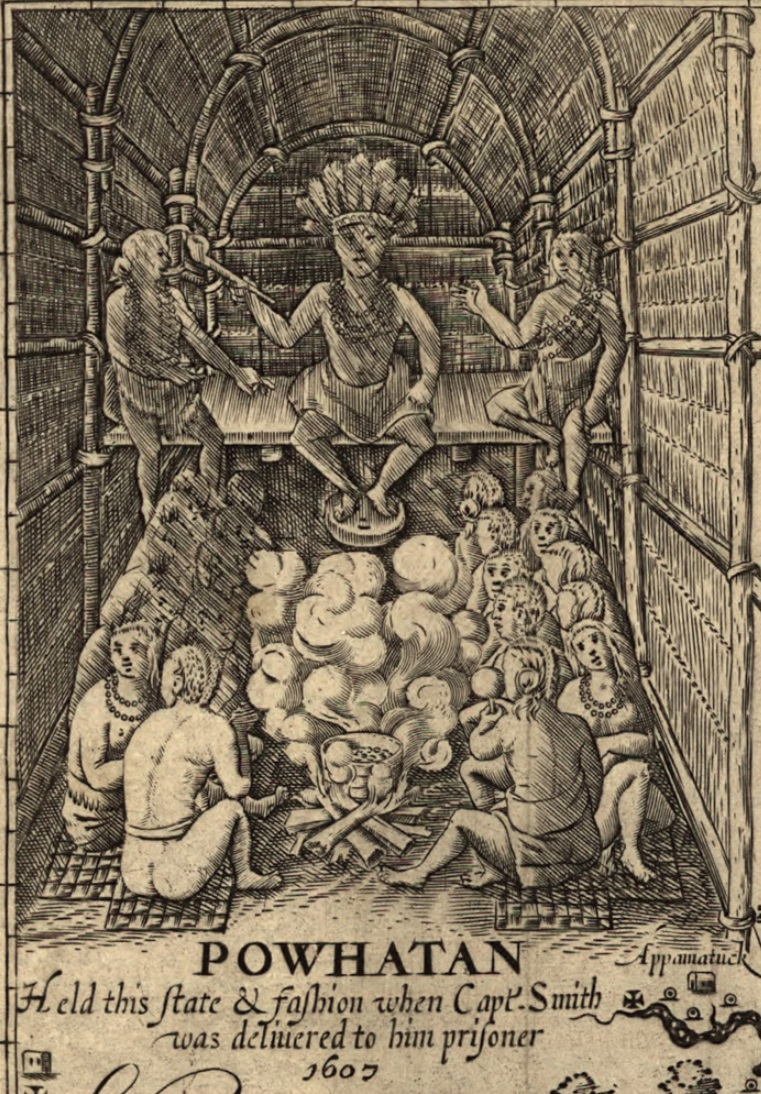
Jefe Powhatan en un recinto en Werowocomoco (detalle del mapa de John Smith, 1612)

Los powhatan (también deletreado powatan o powhaten) es el nombre de una tribu nativa norteamericana, la principal de una poderosa confederación de tribus a las cuales dominaron, llamada Tsenacomoco. Hablaban la lengua algonquina y vivían en lo que hoy es el estado de Virginia en el momento de los primeros encuentros entre nativos e ingleses.
Powhatan es también el nombre original de la ciudad de la que Wahunsunacock, el rey o jefe Powhatan, vino (y sobre la que hoy se asienta la ciudad de Richmond (Virginia)), al igual que el nombre del río donde estaba situada (llamado hoy en día el río James). Según la enciclopedia Encyclopedia of Native American Tribes, Powhatan es una palabra algonquina que significa "en las cascadas"; el asentamiento de Powhatan se encontraba en las cascadas del río James.
Cuando Wahunsunacock creó un poderoso imperio conquistando la mayor parte de Virginia, llamó a sus tierras Tenakomakah y a sí mismo el Powhatan. Al lado de la ciudad de Powhatan, había otro asentamiento de esta confederación llamado Werowocomoco.

## Historia
Las seis tribus originales que constituyeron la confederación Tsenacomoco, fueron los propios powhatan, los arrohatecks, los appamattucks, los pamunkeys, los mattaponis y los chiskiacks. A este grupo se añadieron los kecoughtans en 1598. Otra tribu estrechamente relacionada con todas estas, que hablaba el mismo lenguaje, fueron los chickahominy, que se las arreglaron para preservar su autonomía en esta confederación.
Uno de los primeros contactos con los europeos tuvo lugar en 1528ː la famosa historia del marinero español Juan Ortiz, miembro de una expedición española que buscaba señales de la expedición de Narváez. Juan y otros compañeros fueron hechos prisioneros por los uzita y solo él se salvó de ser ejecutado gracias a la intervención de la hija del jefe de la tribu, integrándose finalmente en la tribu del cacique Mucozo hasta que en 1539, tras once años de cautiverio, fue rescatado por la expedición de Hernando de Soto.
En torno al año 1570, el sacerdote español Juan Bautista Segura, partiendo de Florida,  condujo una misión evangelizadora con otras tres personas en lo que es hoy Virginia. Los misioneros fueron asesinados y la misión aniquilada. Un par de años más tarde, los españoles enviaron una expedición punitiva contra los powatans, pero decidieron abandonar la conquista hacia el norte, dejando que los ingleses colonizaran Virginia y Maryland.
En 1607, cuando el soldado y pionero inglés John Smith llegó a las costas de Virginia, fue capturado por Opchanacanough, el hermano más joven del jefe Powhatan. Según la versión de Smith (que a finales del siglo XIX no se creía ceñida a la verdad, y que aún hoy se tiene en consideración, pese a que varias versiones populares románticas empañan la cuestión, existiendo claras sospechas de estar inspirada en la historia del español Juan Ortiz), Pocahontas, la hija de Powhatan, impidió que su padre ejecutara a Smith. Se cree que esto constituía un ritual pensado para admitir a Smith dentro de la tribu.
Después de que Smith dejara Virginia para marchar a Inglaterra en 1609 a causa de una lesión provocada por el manejo de pólvora, la tribu atacó y mató a varios residentes de Jamestown. A los pocos años tanto el jefe como Pocahontas murieron por enfermedad, pero mientras que el jefe falleció en Virginia, Pocahontas lo hizo en Inglaterra, al haber sido capturada y tras casarse voluntariamente con el plantador de tabaco John Rolfe.
Mientras tanto, los ingleses continuaron adueñándose del territorio de los powhatan. Tras la muerte de Wahunsunacock, su hermano menor Opitchapam se convirtió en jefe, seguido por su hermano menor Opchanacanough, el cual intentó expulsar en 1622 y en 1644 a los ingleses de sus territorios. Estas incursiones provocaron fuertes represalias por parte de los ingleses, llevando a la casi total aniquilación de la tribu.

## Características
Los powhatan vivían en las zonas aluviales de Virginia. Sus casas estaban fabricadas con postes, juncos y cortezas. Su sustento consistía básicamente en sus propios cultivos, especialmente maíz, pero también en la caza y la pesca. Los pueblos estaban formados por un grupo de familias emparentadas organizadas en tribus, que eran lideradas por un rey o reina, que a su vez era súbdito de un jefe mayor y un miembro de su consejo.

## Los powhatan hoy en día
Aproximadamente quedan 3.001 powhatan en Virginia. Algunos de ellos viven aún en dos pequeñas reservas, Mattaponi y Pamunkey, fundadas en el condado de King William, Virginia. Sin embargo, la lengua de los powhatan se extinguió. Se han hecho intentos de reconstruir el vocabulario, siendo las únicas fuentes la lista de palabras proporcionadas por Smith y por William Strachey.
El comediante estadounidense Wayne Newton (nacido en 1942 en Norfolk, Virginia) es de ascendencia powhatan, cherokee, irlandesa y alemana.
El condado de Powhatan fue declarado en honor al nombre del jefe y su tribu, aunque se encuentra localizado a 96 kilómetros de las tierras que llegaron a estar bajo su control. En la ciudad de Richmond, ha sido tradicionalmente creído que la colina Powhatan se encontraba cerca del pueblo originario del jefe Powhatan, pero siempre se ha desconocido la localización exacta del pueblo.
En 2007, en Fredericksburg, la nación india powhatan y España intercambiaron disculpas. Un oficial de la embajada española en Washington declaró que España lamentaba «el terrible impacto que la colonización tuvo en la sociedad [nativa americana]». La nación powhatan pidió entonces disculpas por la muerte de los cuatro misioneros jesuitas españoles en 1571.

## Powhatan en películas y series
El pueblo powhatan aparece retratado en la película de animación de Disney, Pocahontas. Aparecen retratados también en la película de acción real, El nuevo mundo, de Terrence Malick. 
Asimísmo aparecen en la serie «Jamestown»,en la que se nombra a Pocahontas.

## Enlaces
- Wikimedia Commons alberga una categoría multimedia sobre Powhatan.
- The Anglo-Powhatan Wars
- Powhatan Renape Nation - Rankokus American Indian Reservation
- UNC Charlotte linguist Blair Rudes restores lost language, culture for 'The New World'
- How a linguist revived 'New World' language

- Datos: Q49291
- Multimedia: Powhatan / Q49291